# ZTO Express
ZTO Express (Cayman) Inc, также известна как Zhongtong Express Company Limited («Чжунтун Экспресс») — китайская частная логистическая компания, входит в «большую пятёрку» компаний экспресс-доставки страны (наряду с SF Express, YTO Express, STO Express и Yunda Express). Основана весной 2002 года, штаб-квартира расположена в городе Шанхай. Акции компании ZTO Express котируются на Нью-Йоркской и Гонконгской фондовых биржах.
ZTO Express входит в неформальное объединение китайских курьерских компаний, известное как «банда Тунлу» (другими членами объединения являются STO Express, YTO Express и Yunda Express). На эти компании приходится более половины всех экспресс-доставок Китая, они имеют схожие названия и бизнес-модели, а все основатели этих компаний родом из уезда Тунлу, который расположен недалеко от штаб-квартиры гиганта интернет-торговли Alibaba Group.

## История
Компания была основана 8 мая 2002 года Лай Мэйсуном, ранее работавшим в STO Express. Бум интернет-торговли в Китае позволил ZTO Express и другим членам «банды Тунлу» стремительно развиваться. В 2015 году около 77 % бизнеса ZTO Express приходилось на заказы интернет-магазинов Alibaba Group. В октябре 2016 года ZTO Express вышла на Нью-Йоркскую фондовую биржу, проведя IPO на 1,4 млрд долларов США. По состоянию на 2020 год доля ZTO Express на китайском рынке эспресс-доставки посылок достигла 20,4 % (компания обрабатывала около 50 млн посылок в день).
В мае 2022 года миллиардер Лай Цзяньфа покинул совет директоров и другие свои должности в ZTO (являлся вице-президентом и операционным директором).

## Деятельность
ZTO Express занимается приёмом, сортировкой и перевозкой посылок и бандеролей, а доставку конечным потребителям со склада домой (доставка «последней мили»), как правило, осуществляют многочисленные курьеры фирм-партнёров. Основными клиентами компании являются операторы электронной коммерции (в том числе Alibaba Group, JD.com, Pinduoduo) и другие корпоративные клиенты. По состоянию на конец 2021 года автопарк ZTO Express насчитывал 10,9 тыс. грузовиков.
Также компания имеет широкую сеть пунктов приёма и выдачи посылок, сортировочных, дистрибьюторских и логистических центров во всех крупных городах Китая. За грузовые авиаперевозки отвечает совместное предприятие, созданное в Гонконге ZTO Express, Turkish Airlines и Cebu Pacific. По итогам 2021 года основные продажи ZTO Express пришлись на услуги экспресс-доставки (90,3 %) и услуги экспедирования грузов (5 %). 100 % всей выручки пришлось на внутренний рынок Китая.

### Дочерние компании
- ZTO Hong Kong (Гонконг)
- ZTO Taiwan (Тайвань)[24]
- ZTO Express International (Великобритания, Франция, Швейцария, Россия, Австралия и Новая Зеландия)[25]
- ZTO Global Logistics (Камбоджа)[26]

## Акционеры
По состоянию на 2022 год основными акционерами ZTO Express являлись Alibaba Group / Cainiao (10 %), Invesco Advisers (5,86 %), Wellington Management Group (3,67 %), Platinum Investment Management (2,45 %), BlackRock Fund Advisors (1,89 %), Temasek Holdings (1,88 %), Goldman Sachs (1,66 %), Capital Research & Management (1,62 %), Green Court Capital Management (1,5 %) и State Street Global Advisors (1,05 %). Основатель компании Лай Мэйсун входит в число богатейших миллиардеров Китая.